# Anthelia fishelsoni
Anthelia fishelsoni är en korallart som beskrevs av Verseveldt 1969. Anthelia fishelsoni ingår i släktet Anthelia och familjen Xeniidae. Inga underarter finns listade i Catalogue of Life.